# مولدتلکام
مولدتلکام (انگلیسی: Moldtelecom) شرکت مخابرات مولداویایی است، که در سال ۱۹۹۳ تأسیس شد.